# Гамбит Гампе — Муцио
Гамбит Гампе — Муцио — гамбитное продолжение в венской партии, возникающее после ходов: 
 1. e2-e4 e7-e5 
 2. Кb1-c3 Кb8-c6 
 3. f2-f4 e5:f4 
 4. Кg1-f3 g7-g5 
 5. Сf1-c4 g5-g4 
 6. 0—0.

## Идеи и оценка дебюта
По своему идейному содержанию дебют схож с гамбитом Муцио: белые отдают пешку f4, после чего жертвуют коня с целью скорейшего развития атаки на неприятельского короля. От гамбита Муцио данное начало отличается включением ходов Кb1-с3 и Кb8-c6, характерных для венской партии (одним из разработчиков которой является К. Гампе).
В настоящее время дебют редко встречается на практике, так как чёрные чаще всего продолжают венскую партию ходом ходом 2. …Кg8-f6, сводя игру на иные схемы, в то же время известны случаи успешного применения гамбита в турнирах на высоком уровне (см. примерную партию № 2).
В книге Эрика Шиллера «Gambit Chess Openings» данное начало оценивается как высокорискованное для белых.

## Варианты
- 6. …g4:f3 — наиболее распространённое продолжение. Далее возможно:
  - 7. Фd1:f3 Кc6-e5 8. Фf3:f4 Фd8-f6 — вариант Дюбуа[2].
  - 7. d2-d4[3].
  - 7. Сc4:f7[4].
- 6. …d7-d5 — отказанный гамбит Гампе — Муцио[5].

## Примерные партии
- Ланге — Ширштедт, Бреслау, 1856[6]

1. e2-e4 e7-e5 2. Кb1-c3 Кb8-c6 3. f2-f4 e5:f4 4. Кg1-f3 g7-g5 5. Сf1-c4 g5-g4 6. 0—0 g4:f3 7. d2-d4 f3:g2 8. Сc4:f7+ Крe8:f7 9. Фd1-h5+ Крf7-g7 10. Лf1:f4 Кg8-h6 11. Сc1-e3 d7-d6 12. Кc3-e2 Фd8-e7 13. Крg1:g2 Сc8-e6 14. Лa1-f1 Сe6-f7 15. Фh5:h6+ Крg7:h6 16. Лf4-g4+ Крh6-h5 17. Кe2-g3+ Крh5:g4 18. Лf1-f5 h7-h6 19. h2-h3+ Крg4-h4 20. Лf5-h5+ Сf7:h5 21. Кg3-f5× 1-0.
- Вашье-Лаграв — Накамура, блиц, 2016[7]

1. e2-e4 e7-e5 2. Кb1-c3 Кb8-c6 3. f2-f4 e5:f4 4. Кg1-f3 g7-g5 5. Сf1-c4 g5-g4 6. 0—0 g4:f3 7. Сc4:f7+ Крe8:f7 8. Фd1:f3 Сf8-h6 9. d2-d4 Кc6:d4 10. Фf3-h5+ Крf7-g7 11. Сc1:f4 d7-d6 12. Сf4-e5+ 1-0.